# Piano territoriale di coordinamento
Il  piano territoriale di coordinamento, in acronimo PTC, è un piano urbanistico che pianifica il territorio. Si può definire come il primo livello di pianificazione territoriale.
La pianificazione territoriale adoperata in questo strumento urbanistico è quella delle grandi scelte, delle scelte strategiche riguardanti infrastrutture viarie, aree di interesse ambientale da salvaguardare e le ipotesi di sviluppo urbano.
Esistono due tipi di P.T.C.:
- il piano territoriale di coordinamento regionale o PTCR
- il piano territoriale di coordinamento provinciale o PTCP

## Storia
La legge 1150/1942 prevedeva che il soggetto competente per i piani territoriali fosse lo Stato. Col DPR 8/1972 tale competenza è passata alla Regione che ha provveduto a predisporre tali strumenti, ciascuna per il proprio ambito territoriale.
Il decreto legislativo 267/2000 "Testo Unico delle Leggi sull'Ordinamento degli Enti Locali" ha definito i ruoli e le competenze degli enti locali, riservando competenze di pianificazione territoriale alle Province, attraverso i piani di coordinamento provinciali (articolo 20).